# Rubus gardnerianus
Rubus gardnerianus är en rosväxtart som beskrevs av Carl Ernst Otto Kuntze. Rubus gardnerianus ingår i släktet rubusar, och familjen rosväxter. Inga underarter finns listade i Catalogue of Life.